# Pres de consciència

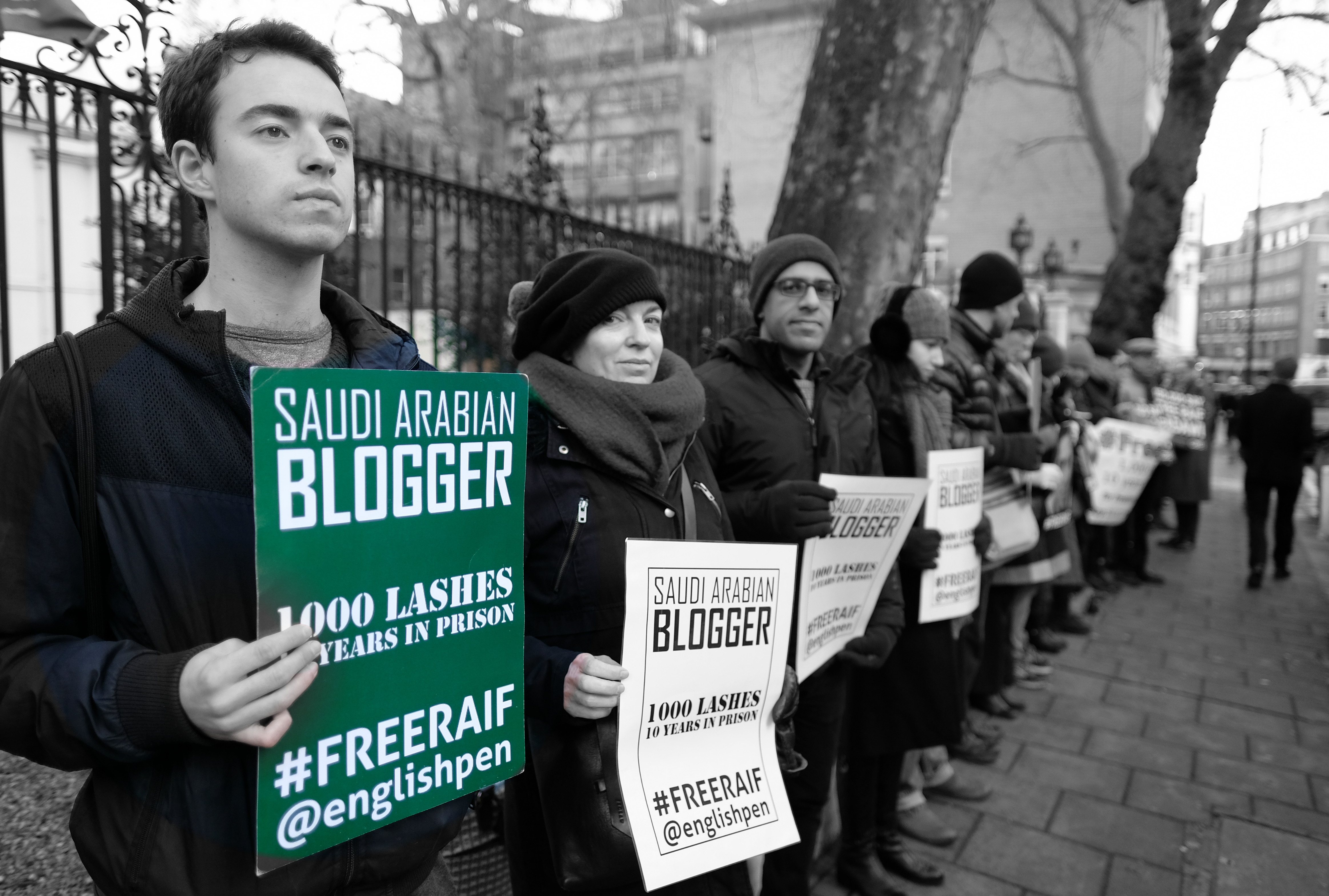
Protesta davant l'ambaixada de l'Aràbia Saudita a Londres el 13 de gener de 2017 reclamant la llibertat de l'activista i pres de consciència Raif Badawi.

Pres de consciència (referit internacionalment com a POC per les sigles de l'original anglès prisoner of conscience) és un terme referit a qualsevol persona empresonada per la seva raça, religió, ètnia, idioma, orientació sexual o creences. La principal diferència amb el concepte més ampli de pres polític és que en queden explícitament excloses les persones que hagin defensat o practicat la violència per a l'assoliment dels seus objectius.
Fou creat a principis dels anys seixanta pel grup de pressió pels drets humans Amnistia Internacional. Actualment l'ús del concepte s'ha estès més enllà d'aquesta organització i sovint s'utilitza com a sinònim de pres polític, per oposició a pres comú. Atès que cap Estat, incloent-hi les dictadures o els estats semidemocràtics o autoritaris, no reconeix l'existència d'aquesta mena de discriminacions, la figura és absent de totes les legislacions i de tots els codis penals.

## Origen
L'article The Forgotten Prisoners de l'advocat anglès Peter Benenson, aparegut el 28 de maig de 1961 al dominical britànic The Observer, va suposar el llançament de la campanya «Appeal for Amnesty 1961» i va definir per primera vegada el concepte pres de consciència com a
«Qualsevol persona que és físicament restringida (per empresonament o altres causes) d'expressar (en qualsevol manera de paraules o símbols) qualsevol opinió que honestament manté i que no defensa ni perdona la violència personal.»
L'article també exclou les persones que han conspirat amb una potència estrangera per derrocar el govern propi.
El principal objectiu d'aquesta campanya encapçalada per Benenson i un petit grup d'escriptors, acadèmics i advocats —d'entre els quals destaca l'activista pacifista i quàquer Eric Baker— va ser identificar presos de consciència arreu del món i fer pressió pel seu alliberament. A principis de 1962 la campanya havia rebut tant de suport públic que es va convertir en una organització permanent i va canviar el seu nom a Amnistia Internacional, que per poder rebre donacions lliures d'impostos creà el Fund for the Persecuted, més tard reanomenat Prisoners of Conscience i esdevingut una entitat separada.
D'ençà dels anys seixanta Amnistia Internacional ha pressionat governs d'arreu del món per tal que alliberessin les persones que considera presoners de consciència.